# 格林维尔 (佛罗里达州)
格林维尔（英語：Greenville），是美国佛罗里达州麥迪遜縣下属的一座城镇。建立于1907年。面积约为3.4平方公里（约合1.3平方英里）。根据2010年美国人口普查，该市有人口843人。论人口在本州排行第339。